# Jaroslava Urbanová

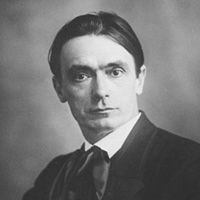
Rudolf Steiner (1907)

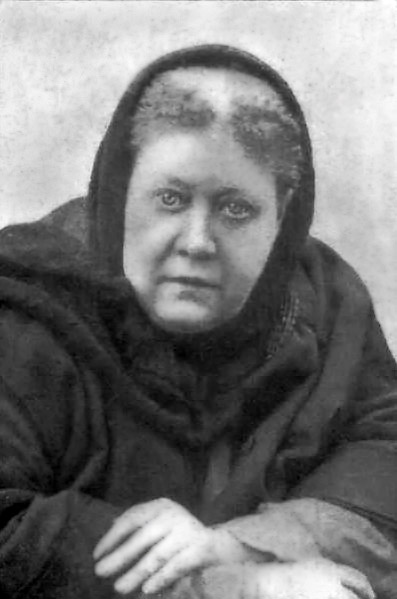
Helena Petrovna Blavatská (1888) – zakladatelka Teosofické společnosti

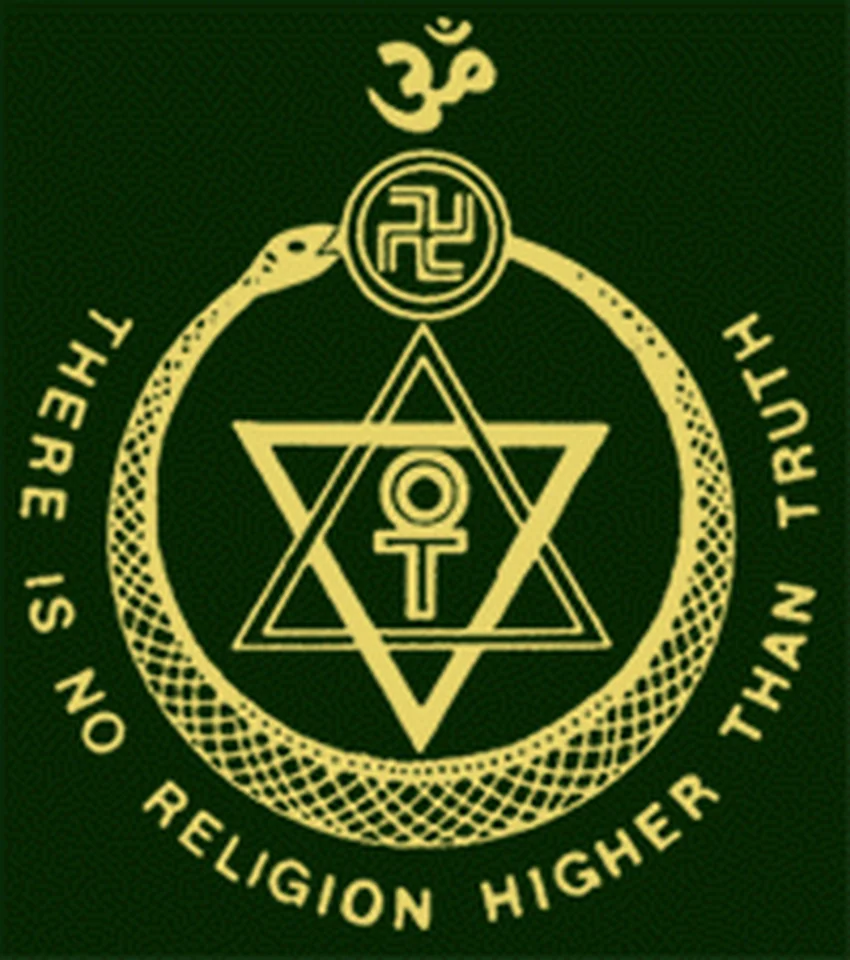
Logo Teosofické společnosti spojující různé starověké symboly

Jaroslava Urbanová (5. září 1931 – 18. února 2020) byla hudební pedagožka, autorka odborných článků, povídek, meditativních básní a několika knih (Spirála moudrosti; Kytara, má láska; Labyrint poznání). Věnovala se teosofickým otázkám. Jaroslava Urbanová byla senzibilka, jasnovidka a druhá manželka kytarového pedagoga (profesora kytarové třídy na Pražské konzervatoři), antropozofa a astrologa Štěpána Urbana.

## Život a dílo
Jaroslava Urbanová se narodila v roce 1931.
Patřila mezi významné hudební pedagogy a byla to právě ona, která zavedla výuku hry na kytaru do základních hudebních škol. Jako členka profesorského sboru působila řadu let na Pražské konzervatoři. Kromě odborných článků byla autorkou řady povídek, napsala i sbírku meditativních básní.
O svých schopnostech mimosmyslového vnímání pojednala v knize Spirála moudrosti (první vydání v roce 2001 v nakladatelství Eminent) a v jejím pokračování – knize Labyrint poznání (první vydání v roce 2005 v nakladatelství Eminent) konfrontovala svoje „mystické a esoterické“ poznatky s autoritou antropozofa Rudolfa Steinera. V roce 2003 Jaroslava Urbanová spolu se Štěpánem Rakem publikovala monografii Kytara, má láska o svém manželovi – profesoru hry na kytaru Štěpánu Urbanovi.
Jaroslava Urbanová se již od mládí věnovala teosofickým otázkám; od roku 1993 byla členkou mezinárodní Teosofické společnosti se sídlem v kalifornské Pasadeně. Český vědec a zakladatel psychotroniky Dr. Zdeněk Rejdák prováděl s Jaroslavou Urbanové některé své experimenty.[zdroj?]
Jaroslava Urbanová zemřela 18. února 2020 ve věku 88 let. Dne 26. září 2020 byla v kostele svatého Vavřince v Brandýse nad Labem pietně uložena urna s popelem Jaroslavy Urbanové do kolumbária vedle urny jejího manžela Štěpána Urbana.

## Publikační činnost
- Urbanová, Jaroslava. Spirála moudrosti: duchové géniů promluvili. Praha: Eminent, 2001. 140 stran. ISBN 80-7281-053-7. (Výpověď o fenoménu mimosmyslového vnímání, jak jej pociťuje autorka a její přátelé.)[2]
- Urbanová, Jaroslava a Rak, Štěpán. Kytara, má láska. Praha: Eminent, 2003. 129 stran. ISBN 80-7281-130-4. (Spoluautorem knihy je žák Štěpána Urbana – kytarový virtuos, pedagog a skladatel Štěpán Rak; kniha je věnována životnímu příběhu Štěpána Urbana a přibližuje jeho názory a poznatky z oblasti hudby, filozofie, duchovědy a astrologie.)[3]
- Urbanová, Jaroslava. Labyrint poznání: inspirace z vyšších světů. Praha: Eminent, 2005. 131 stran. ISBN 80-7281-231-9. (Kniha Labyrint poznání je volným pokračováním knihy Spirála moudrosti. Kniha inspirativních sdělení ze světa předků a rozhovorů s astrálním světem. Autorka svoje intuitivní, imaginativní a reinkarnační poznatky konfrontuje s myšlenkami a výroky antroposofa Rudolfa Steinera.)